# Baugeichthys caeruleus
Baugeichthys caeruleus è un pesce osseo estinto, appartenente agli albuliformi. Visse nel Cretaceo inferiore (Hauteriviano, circa 130 milioni di anni fa) e i suoi resti fossili sono stati ritrovati in Europa.

## Descrizione
Questo pesce era di medie dimensioni e raggiungeva una lunghezza di circa 20 centimetri. Possedeva un muso moderatamente allungato, ed era dotato di un parasfenoide con due espansioni laterali al di sotto dell'orbita. I canali sensoriali non erano ramificati e quelli sopraorbitali non si estendevano sulle ossa parietali. Sia l'opercolo che l'interopercolo erano di grandi dimensioni, ed era presente una tacca nel margine dorsale del metapterigoide. La pinna dorsale, posta all'incirca a metà del corpo, era allungata e dotata di circa 20 pterigiofori. La pinna caudale era biforcuta e dotata di uno scudo caudale posto di fronte a ognuno dei due lobi. 

## Classificazione
Baugeichthys è considerato un rappresentante primitivo degli albuliformi, un gruppo di pesci teleostei attualmente rappresentato da alcune specie. Anche se numerose caratteristiche di Baugeichthys sono riscontrabili in tutti i teleostei basali (cresta sopraoccipitale molto corta, parietali in contatto nella linea mediana, scudi caudali, fulcri nastriformi, due centri urali e tre epurali), alcune caratteristiche sono presenti anche negli albuliformi: una massa di cartilagine sopra il primo centro urale e la presenza di una barra pettorale. Pertanto, Baugeichthys è considerato il più antico albuliforme noto, e uno dei più arcaici. I suoi resti fossili sono stati ritrovati nel Massiccio dei Bauges in Francia, e sono stati descritti per la prima volta nel 2001.